# Jody Gerut
Joseph Diego Gerut (né le 18 septembre 1977 à Elmhurst, Illinois, États-Unis) est un voltigeur au baseball évoluant en Ligues majeures de 2003 à 2010. Il est actuellement agent libre.

## Carrière
Jody Gerut est un choix de deuxième ronde des Rockies du Colorado en 1998. Transféré aux Indians de Cleveland en 2001, c'est avec cette dernière équipe qu'il joue son premier match dans les majeures le 26 avril 2003. Il s'impose comme l'une des meilleures recrues du baseball cette saison-là avec 22 coups de circuit, 75 points produits et une moyenne au bâton de ,279. Le prestigieux magazine The Sporting News le nomme meilleure recrue de l'année 2003 pour un joueur de position (Rookie Player of the Year Award) mais la Ligue américaine de baseball lui préfère Angel Berroa au titre de recrue de l'année.
Une blessure au genou l'ennuie en 2004, et il présente à sa seconde saison des statistiques inférieures : moyenne de ,252, 11 circuits et 51 points produits.
En 2005, il joue pour trois clubs : les Indians, les Cubs de Chicago et les Pirates de Pittsburgh. Après avoir été échangé aux Cubs pour Jason Dubois le 18 juillet, ces derniers le transfèrent aux Pirates à la date limite des échanges le 31 juillet, pour Matt Lawton. Après deux années hors du baseball majeur, Gerut signe chez les Padres de San Diego en 2008.
Gerut maintient une moyenne au bâton de ,296 en 100 parties jouées pour les Padres durant la saison 2008. Il frappe 14 coups de circuit et produit 43 points.
Le 13 avril 2009, dans un match des Padres à New York, il frappe le premier coup sûr et le premier coup de circuit de l'histoire du nouveau domicile des Mets, le Citi Field. Il est du même coup le premier joueur à marquer et produire un point au Citi Field. Son circuit est frappé sur le troisième lancer du partant des Mets, Mike Pelfrey. Il s'agit de la première fois de l'histoire du baseball majeur qu'un circuit est frappé par le tout premier frappeur à se présenter au bâton dans un nouveau stade. Le bâton utilisé par Gerut a été envoyé au Temple de la renommée à Cooperstown.
Le 21 mai 2009, les Padres transfèrent Gerut aux Brewers de Milwaukee en retour du voltigeur Tony Gwynn, Jr.. Gerut complète sa saison 2009 avec une faible moyenne de ,230 et 35 points produits.
Gerut frappe un cycle le 8 mai 2010 lors du large succès 17-3 chez les Diamondbacks de l'Arizona. Il s'agit du 289e cycle de l'histoire des Ligues majeures depuis 1882 et le sixième réussi par un joueur des Brewers.
Le 13 juin 2010, Gerut est libéré de son contrat par les Brewers. Le 20 août, il signe avec les Padres de San Diego mais est assigné à leur club-école de Portland en Ligue de la côte du Pacifique.
Le 20 janvier 2011, Gerut accepte une offre des Mariners de Seattle. Le joueur est libéré de son contrat dès le 1er mars 2011.